# Caiuá (kommun)
Caiuá är en kommun i Brasilien.   Den ligger i delstaten São Paulo, i den södra delen av landet, 800 km sydväst om huvudstaden Brasília. Antalet invånare är 5 039.
Följande samhällen finns i Caiuá:
- Caiuá

Trakten runt Caiuá består i huvudsak av gräsmarker. Runt Caiuá är det ganska glesbefolkat, med 34 invånare per kvadratkilometer.